# Western Province Rugby
Western Province Rugby (auch: WP Rugby; offiziell: Western Province Rugby Football Union; afrikaans: Westelike Provinsie Rugbyunie) ist der Rugby-Union-Dachverband von rund 90 Amateur-Rugbyvereinen mit 12.000 Mitgliedern im Ballungsraum Kapstadt. Er wurde am 30. Mai 1883 gegründet und ist Mitglied der South African Rugby Union (SARU).
Die seit 1996 in eine eigene Aktiengesellschaft ausgegliederte Profiabteilung der Auswahlmannschaft des Provinzverbandes ist südafrikanischer Rekordmeister. Aus Sponsoringgründen wird sie offiziell DHL Western Province genannt. Ihre Spitznamen sind WP (Wipi ausgesprochen), Province und Die Streeptruie (dt.: Die gestreiften Hemden).
Der Verein bildet außerdem seit 1998 zusammen mit den zwei anderen Rugbyprovinzverbänden am Westkap und ihren jeweiligen Auswahlmannschaften, Boland Rugby Union (Boland Cavaliers) und South Western Districts Rugby Football Union (SWD Eagles) ein professionelles Franchise namens Stormers, das in der internationalen United Rugby Championship spielt.

## Geschichte

### 1861 bis 1889 – Gründungsjahre
1861 brachte der englische Pfarrer George Ogilvie den Football in Form des Winchester College Football in die damalige Kapkolonie, wo er als Direktor des Diocesan College in Rondebosch, nahe Kapstadt arbeitete. Um 1875 begann man in der Kapkolonie auch Rugby Football zu spielen. Zur gleichen Zeit bildeten sich in der Region ebenfalls die ersten Football-Vereine, die jedoch oftmals noch Winchester Football spielten. Rugby setzte sich gegenüber diesem erst 1878 endgültig durch, als alle bisher gegründeten Vereine zum Rugby übergingen, nachdem im selben Jahr der ehemalige englische Rugbynationalspieler William Henry Milton nach Kapstadt emigrierte und sich dort bei seinem neuen Verein Villagers für Rugby einsetzte.
Am 30. Mai 1883 gründeten dann die bis dahin in und um Kapstadt existierenden Rugbyvereine die Dachorganisation Western Province Rugby Football Union (WPRFU). Damit ist sie der älteste Rugbyverband Südafrikas. Noch im Gründungsjahr organisierte sie ihre erste Vereinsmeisterschaft. Die WPRFU entschied sich 1888 dafür, ein Grundstück im Kapstadter Stadtteil Newlands zu erwerben, das sie in den folgenden Jahren nach und nach zum Newlands-Stadion sowie Hauptsitz ausbaute. 1889 trat die Provinz dem neugegründeten, späteren nationalen Rugbyverband South African Rugby Board (SARB) bei, der nur weißen Mitgliedern offenstand.

### 1889 bis 1959 – nationale Dominanz
Der SARB entschied sich direkt nach seiner Gründung mit dem Currie Cup zum ersten Mal zwischen den Auswahlmannschaften seiner angehörigen Provinzverbände eine überregionale Meisterschaft auszutragen, die sich nach dem Ende des Zweiten Burenkriegs 1902 und der anschließenden Gründung der Südafrikanischen Union 1910 zur offiziellen südafrikanischen Rugbymeisterschaft entwickelte. Die Auswahlmannschaft von Western Province gewann 1889 die erste Austragung des Currie Cup und war damit de facto erster südafrikanischer Meister.
Am 31. Mai 1890 fand das erste Spiel in der neuen Spielstätte Newlands statt. In der Partie besiegte der Stellenbosch RFC den Villagers RFC vor 2400 Zuschauern.
Western Province dominierte bis zum Ende der 1950er Jahre deutlich den Currie Cup, der erst seit 1968 regelmäßig ausgetragen wird. Die Mannschaft gewann zwischen 1889 und 1959 von den insgesamt 28 Austragungen 18. Hinzu kommen die zwei geteilten Meisterschaften aus den Jahren 1932 sowie 1934 mit der Border RU.

### 1968 bis 1978 – sportlich schwierige Zeiten
Nach 1959 fand der nächste Currie Cup erst wieder 1968 statt, der seitdem jährlich ausgetragen wird. 1969 kam Western Province zwar ins Finale, unterlag in diesem jedoch mit 13:28 der Northern Transvaal RU, die Western Province in den 1970er Jahren als dominierende Provinz ablöste. Danach musste die Mannschaft sieben Jahre auf einen erneuten Finaleinzug warten, bevor sie auf die Orange Free State RU im Finale von 1976 traf. Diesmal verlor sie das Endspiel mit 16:33 gegen den Free State.

### 1979 bis 1989 – Goldene Jahre
Drei Jahre später teilte sich Western Province die Meisterschaft mit Northern Transvaal, da sich die Mannschaften im Finale von 1979 mit einem 15:15-Unentschieden trennten. Im folgenden Jahr waren beide Mannschaften erneut im Finale, das Northern Transvaal deutlich mit 39:9 für sich entschied. In den 1980er Jahren entwickelte sich eine lebhafte Rivalität zwischen den zwei Provinzen, da sie in dieser Dekade sechsmal im Endspiel um den Currie Cup aufeinandertrafen, nachdem Western Province wieder erstarkt war. Ihr gelang es von 1982 bis 1986 fünfmal hintereinander die Meisterschaft zu gewinnen. 1988 unterlag die Mannschaft gegen Northern Transvaal knapp mit 18:19 im Endspiel und teilte sich ein Jahr später mit diesen den Currie Cup, nach einem Endstand von 16:16 im Finale.
Western Province stellte 1984 mit dem Innendreiviertel Avril Williams außerdem den zweiten farbigen Spieler der südafrikanischen Nationalmannschaft (Springboks) überhaupt.

### 1990 bis heute – Umbruch und Professionalisierung
Der Provinzverband ist seit 1992 Mitglied der South African Rugby Football Union (SARFU), die nach dem Ende der Apartheid gegründet wurde. Der neue nationale Rugbyverband entstand aus der Vereinigung des nur für Weiße zugelassenen South African Rugby Board und der für alle Rassen offenen South African Rugby Union.
Avril Williams’ Neffe Chester Williams, der ebenfalls für Western Province auflief, wurde in den 1990er Jahren der dritte farbige südafrikanische Nationalspieler und zu einem Star der Rugby-Union-Weltmeisterschaft 1995 im eigenen Land, als er mit den Springboks die WM gewann.
Im selben Jahr zog auch Western Province zum ersten Mal nach 1989 wieder ins Meisterschaftsfinale ein, in dem sie der Natal RU mit 17:25 unterlag. Am Ende des Jahres 1995 erklärte der Rugby-Weltverband IRB die bisher reine Amateursportart Rugby Union für offen, was die Einführung des Profitums bedeutete. Das Ende der Apartheid und die Professionalisierung führten zu einem erheblichen Umbruch im südafrikanischen Rugby. So nahmen südafrikanische Provinzmannschaften seit 1993 im internationalen Super-10-Turnier teil, das 1996 zur professionellen Super 12 erweitert wurde. Western Province konnte sich nur für das letzte Turnier der Super 10 im Jahr 1995 qualifizieren, wo sie mit zwei Siegen sowie zwei Niederlagen Dritter der Gruppe A wurde.
1996 formte sie ihre Auswahlmannschaft zu einer Profiabteilung um, die sie als Aktiengesellschaft namens WP Rugby (Pty) Ltd auslagerte. Die Mannschaft nahm in diesem Jahr an der ersten Saison der Super 12 teil, da sie sich durch die interne Regelung der SARFU über den Currie Cup 1995 qualifiziert hatte. Aufgrund ihres Abschneidens auf dem zweitletzten zwölften Platz, wurde sie als schlechteste der vier teilnehmenden südafrikanischen Provinzmannschaften in der nächsten Saison durch Free State ersetzt. 1997 wurde Western Province wieder südafrikanischer Meister, als sie Free State mit 14:12 im Finale des Currie Cup besiegte.
Zur Saison 1998 der Super 12 gab die SARFU ihre interne Teilnahmeregelung auf und entschied sich dazu, ebenfalls feste Franchises einzusetzen, ohne eine interne Relegation. Daraufhin gründete die Western Province RFU zusammen mit der Boland RU und der South Western Districts RFU die Stormers, die bis 2021 im Super Rugby und seit 2021 in der United Rugby Championship spielen. Das Franchise wird trotz des Joint Ventures deutlich von Western Province dominiert, so stellt diese seit Bestehen mit Abstand die meisten Spieler und Trainer sowie mit Newlands das Heimstadion.
Im Jahr 1998 unterlag Western Province im Currie-Cup-Finale mit 20:24 gegen das in Blue Bulls umbenannte Northern Transvaal. 2000 und 2001 gelang es ihnen – jeweils durch einen Finalsieg gegen das in Sharks umbenannte Natal – die südafrikanische Meisterschaft zu erringen. Nach diesen beiden Erfolgen qualifizierten sie sich im Currie Cup erst 2010 erneut für ein Finale, das sie mit 10:30 gegen die Sharks verloren. 2012 gewannen sie den drittklassigen Vodacom Cup gegen die GWK Griquas mit 20:18, bevor sie im selben Jahr wieder südafrikanischer Meister wurden, da sie das Finale des Currie Cup gegen die Sharks mit 25:18 für sich entschieden.

## Erfolge
- Currie Cup (33)
  - Alleinige Siege (29): 1889, 1892, 1894, 1895, 1897, 1898, 1904, 1906, 1908, 1914, 1920, 1925, 1927, 1929, 1936, 1947, 1954, 1959, 1964, 1966, 1982, 1983, 1984, 1985, 1986, 1997, 2000, 2001, 2012
  - Geteilte Siege (4): 1932, 1934, 1979, 1989

- Vodacom Cup (1): 2012

## Kader

### Aktueller Kader
Die folgenden Spieler bilden den Kader für den Currie Cup 2012:
- Mannschaftskapitän
- ‡ Nationalspieler der südafrikanischen Nationalmannschaft im internationalen Turnier The Rugby Championship 2012, die deshalb erst danach zur Verfügung stehen.

### Aktueller Trainer- und Betreuerstab
Der Trainer- und Betreuerstab für die Saison 2012:
| Name              | Funktion                      |
| ----------------- | ----------------------------- |
| Allister Coetzee  | Cheftrainer                   |
| Robbie Fleck      | Co-Trainer (Hintermannschaft) |
| Matthew Proudfoot | Co-Trainer (Stürmer)          |
| Chippie Solomon   | Teammanager                   |

### Bekannte ehemalige Spieler
| - Schalk Burger sen. - Tonderai Chavhanga - Danie Craven - Danie Gerber - Barry "Fairy" Heatlie - Chris Jack (Neuseeland) - Nick Mallett - Percy Montgomery - Brian Mujati - Hennie Muller - Sireli Naqelevuki (Fidschi) | - Joe van Niekerk - Bennie Osler - Breyton Paulse - Garry Pagel - Carel du Plessis - Michael du Plessis - Morne du Plessis - Bob Skinstad - Joel Stransky - Avril Williams - Chester Williams |

## Vereinsrugby
Unterhalb der professionellen Provinzmannschaften, die im landesweiten Currie Cup spielen, gibt es das Vereinsrugby, das nur auf der Amateurebene und hauptsächlich regional bzw. lokal betrieben wird. Jeder südafrikanische Provinzverband veranstaltet für seine ihm angehörenden Vereine eigene Wettbewerbe. Am Ende der Club-Saison treten die 16 Provinzmeister in einem landesweiten Turnier gegeneinander an. Western Province hat insgesamt neun Ligen im Herrenbereich für seine 90 Mitgliedsvereine. Absteigend sind dies:
Die Super League A (Meisterschaft), Super League B, Premier League A, Premier League B, Division 1, Division 2, Division 3 und die Division 4. Hinzu kommt eine eigene Liga für die Vereine in der Region um Paarl. Außerdem gibt es noch weitere Wettbewerbe und Ligen für Frauen-, Schul- und Jugendmannschaften.
Aktueller Herren-Vereinsmeister der Western Province ist der Durbanville/Bellville RFC.